# Internationaler Tag des Waldes

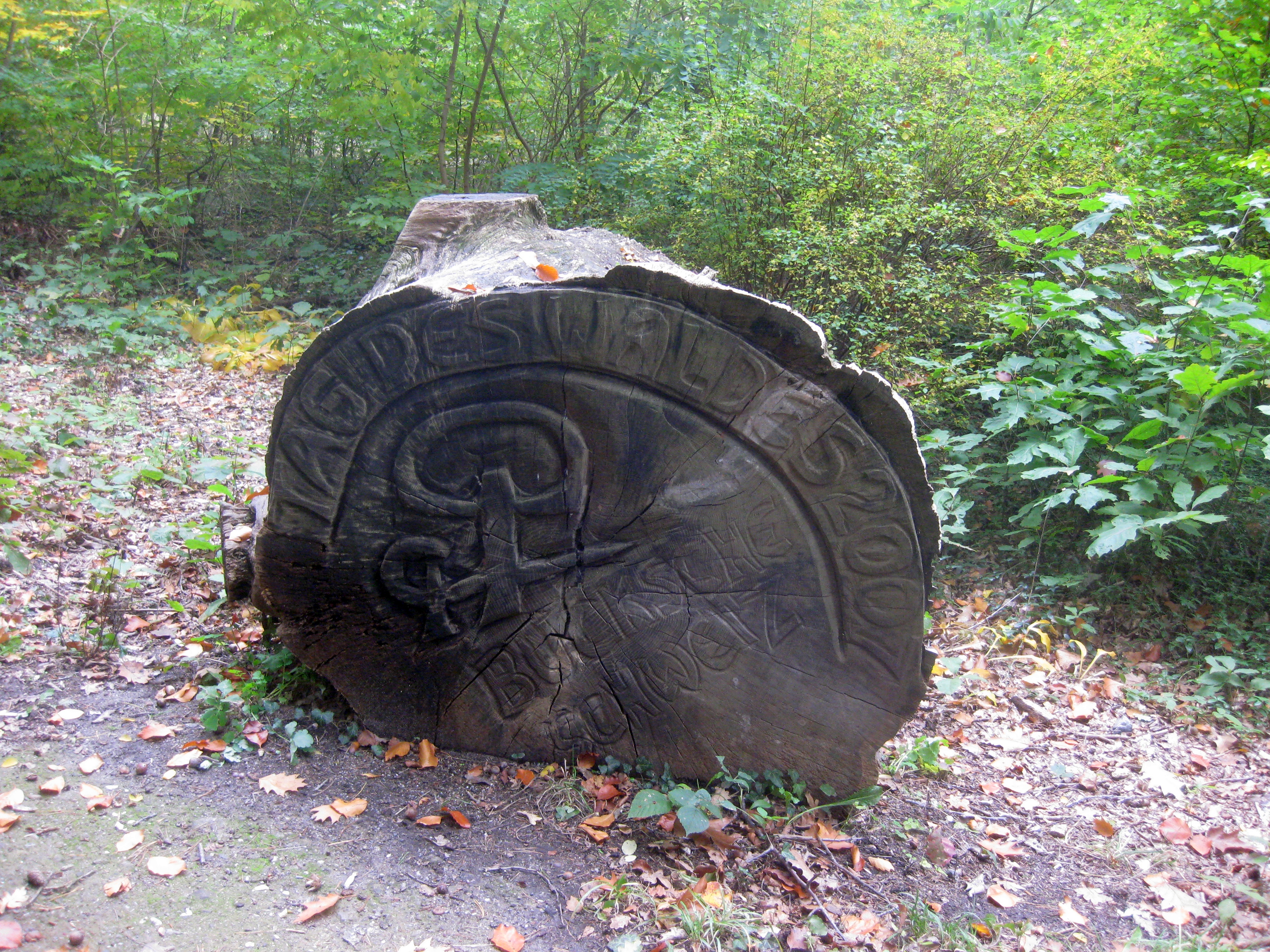
Inschrift auf einem Baumstamm zum Tag des Waldes 2007

Der Internationale Tag des Waldes wird jährlich am 21. März (Frühlingsanfang) begangen und wurde 1971 von der FAO ins Leben gerufen. Anlass war damals die globale Vernichtung von Wäldern. Im Jahr 2012 erklärte die Generalversammlung der Vereinten Nationen den 21. März zum Internationalen Tag der Wälder.
In Österreich wird an diesem Tag offiziell der Baum des Jahres bekanntgegeben.
In Deutschland hat dieser Tag zunächst kaum Beachtung gefunden; es gibt keine offiziellen Veranstaltungen usw. Das liegt auch daran, dass die FAO schon 1951 beschloss, einen internationalen „Weltfesttag des Baumes“ zu empfehlen.
Ein weiterer Grund für die geringe Verbreitung des „Tag des Waldes“ ist auch sein früher Zeitpunkt: der 21. März ist auch in frühzeitig wärmeren Jahren noch kein Datum, an dem Bäume mit ihrem Blattaustrieb beginnen. Allerhöchstens sind die Blüten einiger Baumarten (z. B. Esche, Erle) schon so weit, aber selbst frühe Sorten wie die Birke sind am 21. März noch nicht im Blattaustrieb.
Angesichts des Klimawandels wird seit einigen Jahren allerdings zunehmend beobachtet, ob sich der Zeitpunkt des Blattaustriebes verlagert. Dafür werden verstärkt phänologische Beobachtungen von Waldbäumen durchgeführt. Sollten sich die Vermutungen eines verfrühten Blattaustriebes über die Jahre bestätigen, könnte der Tag des Waldes mehr an Bedeutung gewinnen.
Ergänzend zum Tag des Waldes steht der „Tag des Baumes“. Dieser wurde am 25. April 1952 zum ersten Mal in Deutschland mit der Pflanzung eines Ahornbaums durch den ersten Bundespräsidenten Theodor Heuß im Bonner Hofgarten durchgeführt. Dieser Aktions- und Gedenktag ist populärer.
2015 warnten Forscher anlässlich des Datums vor der Habitatfragmentierung der Wälder und den sich daraus entwickelnden gravierenden und weitreichenden Folgen.
Zum 50. Jubiläum des „Internationalen Tages des Waldes“ 2021 beschrieb die damalige Niedersächsische Forstministerin Barbara Otte-Kinast die Funktion von Wald folgendermaßen:
„Wälder filtern Luftschadstoffe, reinigen und speichern unser Trinkwasser. Sie halten den Boden fest, schlucken Lärm und schaffen ein angenehmes Regionalklima. Wälder sind Heimat verschiedenster Tier- und Pflanzenarten und bedeutender Erholungsraum für uns Menschen.“

## Sonstiges
Am Folgetag 22. März wird weltweit der Tag des Wassers begangen.
Der Internationale Tag des Waldes findet parallel zum Internationalen Tag gegen Rassismus statt, der von den Vereinten Nationen bereits 1966 auf den 21. März festgelegt wurde.